# Actinocephalus robustus
A Actinocephalus robustus é uma rara espécie de planta restrita à região da Serra do Cipó e áreas adjacentes, no estado brasileiro de Minas Gerais, com um registro a noroeste da Serra, em Santana do Pirapama.